# Lilian Brøgger
Lilian Brøgger, född 27 januari 1950 på Fanø, är en dansk illustratör.
Lilian Brøgger utbildade sig på Kunsthåndværkerskolen i Köpenhamn 1965–1972. Hon debuterade 1975 med bilderboken Der hvor Linda bor.